# بول راسموسن
بول راسموسن هو مبارز بالسيف دنماركي، ولد في 21 أكتوبر 1896 في كوبنهاغن في الدنمارك، وتوفي في 21 يونيو 1966 في فريدريكسبرغ في الدنمارك.

## وصلات خارجية
- بول راسموسن على موقع أوليمبيديا (الإنجليزية)